# Telia (bedrijf)
Telia Company AB is marktleider wat betreft telefonie en mobiele netwerken in Zweden, Finland en de Baltische Staten. Het is gevestigd in Stockholm en zijn aandelen worden verhandeld op de beurzen van Stockholm en Helsinki. Het Zweedse Telia fuseerde in 2002 met het Finse Sonera. Vooral de Zweedse staat bezit nog een groot pakket aandelen als minderheidsaandeelhouder.

## Activiteiten
Het bedrijf is actief in Scandinavië en de Baltische Staten. In 2018 werd iets meer dan 40% van de omzet gerealiseerd in Zweden, gevolgd door Finland met 18% en Noorwegen met 14%. De drie Baltische landen waren goed voor 12% van de totale omzet. Het bedrijf heeft zich teruggetrokken uit meer oostelijk gelegen landen die deel uitmaakten van de Sovjet-Unie. In 2018 nam het bedrijf afscheid van de belangen in Azerbeidzjan, Georgië, Oezbekistan en Kazachstan. Bijna de helft van de omzet wordt behaald met mobiele telefoondiensten. Er werken ruim 20.000 mensen voor het bedrijf. 

## Steekpenningen
Vanwege de juridische vestiging van drie dochterbedrijven in Nederland kwam het bedrijf in het vizier van het Nederlandse Openbaar Ministerie. Telia schikte in september 2017 een corruptiezaak met justitie in Nederland voor 229 miljoen euro. Net als bij de hoogste schikking ooit in Nederland met het telefoniebedrijf VEON, is ook hier Gulnara Karimova de spil in een steekpenningenzaak inzake toegang tot de Oezbeekse telecommarkt. De schikking is onderdeel van een totaalpakket met Amerikaanse autoriteiten en het Nederlandse Openbaar Ministerie met een totale waarde van 965 miljoen dollar. De schikking betreft het betalen van 330 miljoen dollar aan steekpenningen. De Zweedse justitie zet haar pogingen voort om individuele bestuurders van Telia veroordeeld te krijgen, los van de schikking die het bedrijf heeft getroffen.